# Midland M16
A Midland M16 (későbbi nevén Spyker M16) egy Formula–1-es versenyautó, amelyet a Midland csapat (később Spyker) versenyeztetett a 2006-os Formula–1 világbajnokság során. Pilótái Tiago Monteiro és Christijan Albers voltak.

## Áttekintés
Habár Eddie Jordan eladta a Jordan istállót a 2004-es idény végével, 2005-öt még Jordanként versenyezte végig a csapat, így ez volt az első idényük ezen a néven. Eredetileg a Dallara tervezte volna számukra a kasztnit, de később úgy döntöttek, inkább maguk teszik ezt. Ez volt az első orosz zászló alatt benevezett csapat a sportág történetében. A tesztpilóták Adrian Sutil, Marcus Winkelhock és Roman Ruszinov voltak. A motorokat a Toyotától kapták, a kasztni pedig az előző évi Jordan EJ15 továbbfejlesztése volt.
A korai teszteken megbízhatónak tűnt az autó, ám voltak egyedi karakterisztikái, amelyekhez a versenyzőknek hozzá kellett szoknia. A szezon nem sikerült túl fényesen, rendszeresek voltak a technikai hibák miatti kiesések. Ráadásul a német nagydíjról diszkvalifikálták a csapatot a túl hajlékony hátsó szárnyak miatt. A magyar nagydíjon érték el az idényben a legjobb helyezésüket, 9-10. hellyel.
Szeptemberben a csapatot felvásárolta a holland Spyker, amely így nevet váltott, a korábbi piros-fekete szineket pedig narancs-ezüstre cserélték. Végül a csapat nulla ponttal zárta az idényt és nem kvalifikálták őket.

## Eredmények
(Táblázat értelmezése)

(Félkövér: pole-pozícióból indult; dőlt: leggyorsabb kört futott) 

| Év   | Csapat                              | Motor     | Gumik | Pilóták           | 1   | 2   | 3   | 4   | 5   | 6   | 7   | 8   | 9   | 10  | 11  | 12  | 13  | 14  | 15  | 16  | 17  | 18  | Pontok | Helyezés |
| ---- | ----------------------------------- | --------- | ----- | ----------------- | --- | --- | --- | --- | --- | --- | --- | --- | --- | --- | --- | --- | --- | --- | --- | --- | --- | --- | ------ | -------- |
| 2006 | Midland F1 Racing Spyker MF1 Racing | Toyota V8 | B     |                   | BHR | MAL | AUS | SMR | EUR | ESP | MON | GBR | CAN | USA | FRA | GER | HUN | TUR | ITA | CHN | JPN | BRA | 0      | -        |
| 2006 | Midland F1 Racing Spyker MF1 Racing | Toyota V8 | B     | Tiago Monteiro    | 17  | 13  | KI  | 16  | 12  | 16  | 15  | 16  | 14  | KI  | KI  | DSQ | 9   | KI  | KI  | KI  | 16  | 15  | 0      | -        |
| 2006 | Midland F1 Racing Spyker MF1 Racing | Toyota V8 | B     | Christijan Albers | KI  | 12  | 11  | KI  | 13  | KI  | 12  | 15  | KI  | KI  | 15  | DSQ | 10  | KI  | 17  | 15  | KI  | 14  | 0      | -        |

† - nem ért célba, de rangsorolták, mert teljesítette a versenytáv 90 százalékát.